# 바하마의 총리
바하마의 총리(Prime Minister of the Bahamas)는 바하마의 정부 수반이다. 바하마는 영국의 군주를 모시고 있는 주권 상태로서, 의원내각제 형태로 운영되어 있어 국정운영권을 총리가 책임지고 영국 국왕이 파견하는 총독은 형식적 임명권만 가진다.

## 역대 총리
- 1. 린든 핀들링: 진보자유당, 1973년 ~ 1992년.
- 2. 휴버트 잉그레이엄: 자유국민운동, 1992년 ~ 2002년.
- 3. 페리 크리스티: 진보자유당, 2002년 ~ 2007년.
- 4. 휴버트 잉그레이엄: 자유국민운동, 2007년 ~ 2012년.
- 5. 페리 크리스티: 진보자유당, 2012년 ~ 2017년.
- 6. 휴버트 미니스: 자유국민운동, 2017년 ~ 2021년.
- 7. 필립 데이비스: 진보자유당, 2021년 ~ 재직 중.

## 같이 보기
- 바하마의 총독
- 바하마 대통령 목록
- 바하마 대통령